# Marjorie Newell Robb
Marjorie Newell Robb (12 de febrero de 1889 – 11 de junio de 1992) fue una de las últimas sobrevivientes del naufragio del RMS Titanic. Además, fue la última sobreviviente de primera clase. 

## Primeros años yTitanic
Marjorie Newell Robb nació en Lexington (Massachusetts), en los Estados Unidos.
En abril de 1912, Marjorie estaba regresando a los Estados Unidos de un viaje a Medio Oriente con su padre y su hermana. Abordaron el Titanic en Cherburgo, Francia. Cuando el iceberg chocó con el Titanic, su padre les ordenó a Marjorie y su hermana que se vistieran. Una vez en cubierta, ambas hermanas abordaron el bote salvavidas número 6.

## Después delTitanic
Marjorie se casó en 1917. Tuvieron cuatro hijos, llamando al varón como Arthur en honor al padre de Marjorie. 
Luego del desastre, se dedicó a enseñar música y durante muchos años enseñó piano y violín, y formó una orquesta en Nueva Jersey.
Robb vivió sus últimos años en Fall River, en Massachusetts. Durante esos años, habló de su experiencia en el Titanic.
El 11 de junio de 1992, Marjorie Newell Robb murió. Tenía 103 años, y fue la sobreviviente del Titanic más longeva luego de Mary Davies Wilburn.